# 崔圭鈺

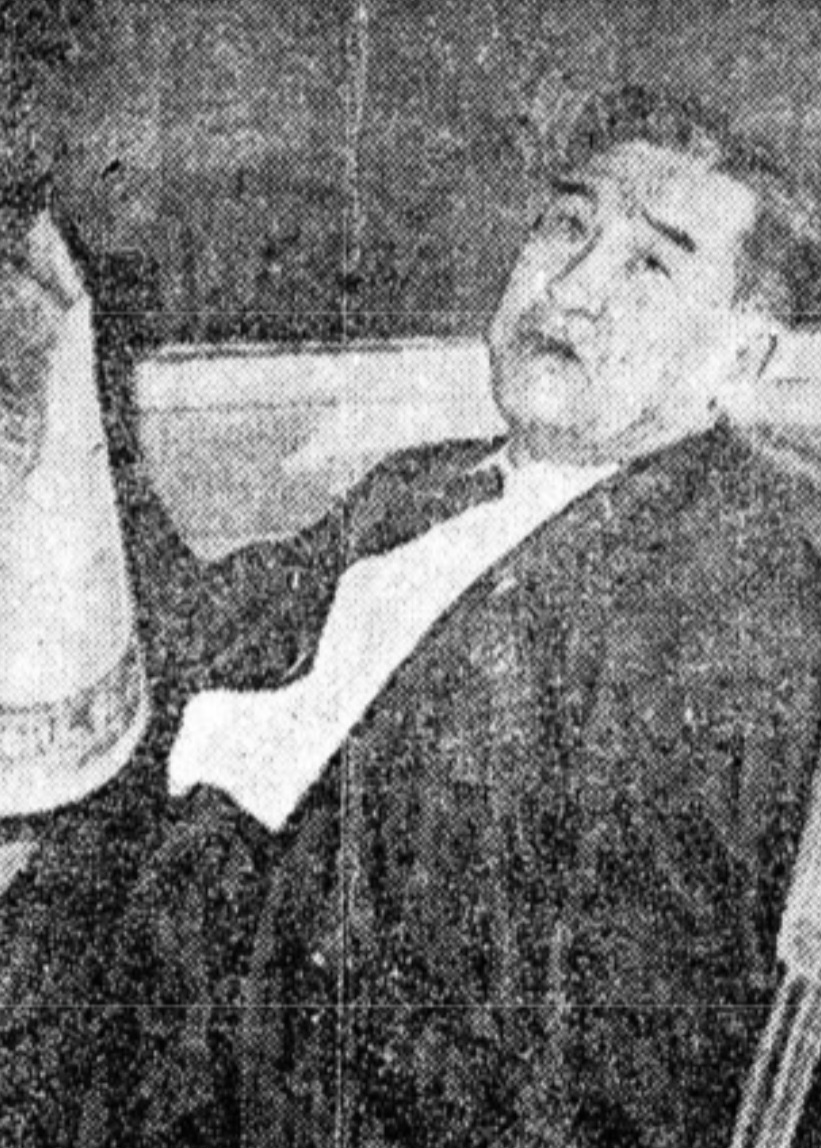
1959年

崔 圭鈺（チェ・ギュオク、朝鮮語: 최규옥、1901年2月26日 - 1978年4月9日）は、日本統治時代の朝鮮および大韓民国の医師、政治家。農林部長官、制憲・第4代韓国国会議員、第3代江原道知事、江原道医師会（現・江原特別自治道医師会）長などを歴任した。本貫は全州崔氏。

## 経歴
江原道春川または楊口出身。楊口公立普通学校（現・楊口初等学校）、普成専門学校（現・高麗大学校）を経て、1926年に京城医学専門学校（現・ソウル大学校医科大学）卒業。釜山府立病院（後の釜山市立病院）医員、京城医専付属眼科教室勤務、江原道三陟郡・洪川郡公医、春川金剛病院開業医、春川府医師会会長、江原道医師会（現・江原特別自治道医師会）会長、信託統治反対委員会委員、立法議員、大韓独立促成国民会江原道副支部長・支部長・春川郡委員長、大韓民族代表者大会代議員・常任委員、全国選挙対策委員会常任委員、制憲国会議員、第3代江原道知事（1949年11月17日～1954年7月16日）、第10代農林部長官（1954年〜1955年）、第4代国会議員、自由党中央委員を務めた。
1978年4月9日、江原道束草市の自宅で老衰により死去。享年78。

## エピソード
制憲議員在任中の1948年8月下旬、反民族行為処罰法の審議において、他の数名議員と共に親日派からの脅迫状をもらった。
朝鮮戦争中は江原道知事として、道内の避難民4万余名に向けて、救護住宅2千1百戸を提供した。